# Tsvetana Pironkova
Tsvetana Pironkova (Bulgaars: Цветана Пиронкова) (Plovdiv, 13 september 1987) is een tennisspeelster uit Bulgarije. Zij wordt gecoacht door haar vader Kiril Pironkov, die haar tennis liet spelen vanaf haar vierde. Haar favoriete ondergrond is hardcourt. Zij speelt rechtshandig en heeft een tweehandige backhand.
Pironkova werd in 2002 een professional. Zij heeft zesmaal een ITF-enkelspeltoernooi gewonnen. Zij heeft één WTA-titel op haar naam kunnen schrijven: in Sydney in 2014, waar zij afrekende met Angelique Kerber (WTA-9). Zij stond op het WTA-circuit in het enkelspel zeven keer in een halve finale: Istanbul 2005 en 2008, Stockholm 2006 en 2007, Palermo 2005, Sydney 2015 en San Antonio 2016. Haar beste resultaat op de grandslamtoernooien was de halve finale op Wimbledon 2010, nadat zij in de kwartfinale Venus Williams had verslagen. Ook bereikte zij op het Tournament of Champions 2012 de halve finale.
Pironkova heeft weinig aan dubbelspeltoernooien deelgenomen. Voor zover zij dubbelspel speelde, was het op grandslamtoernooien.
Gedurende drie jaar, van zomer 2017 tot zomer 2020, speelde zij niet op de internationale circuits – in die periode kreeg zij een zoon. Bij haar herintrede, op het US Open 2020, bereikte zij meteen de kwartfinale.

## Fotogalerij

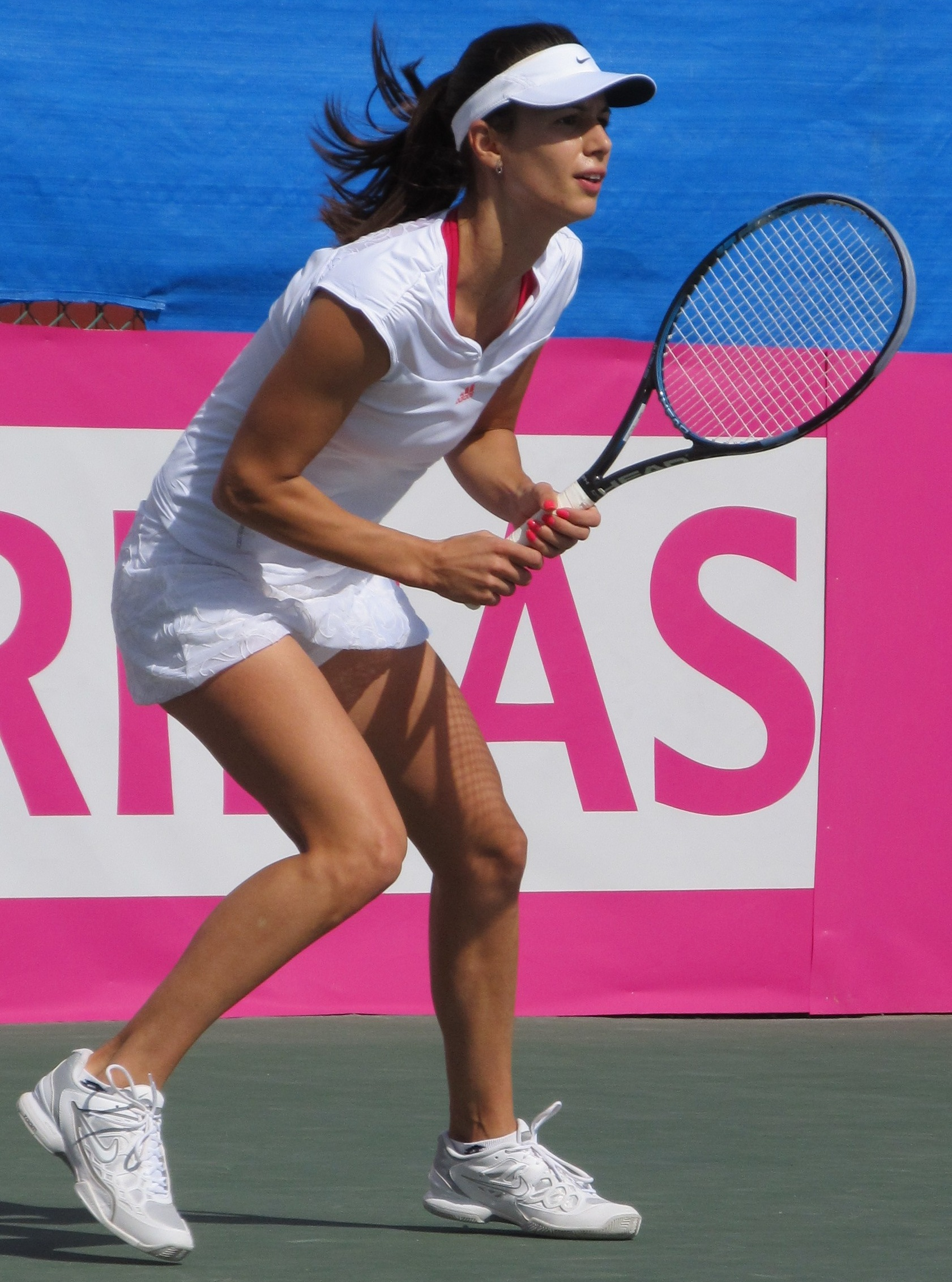
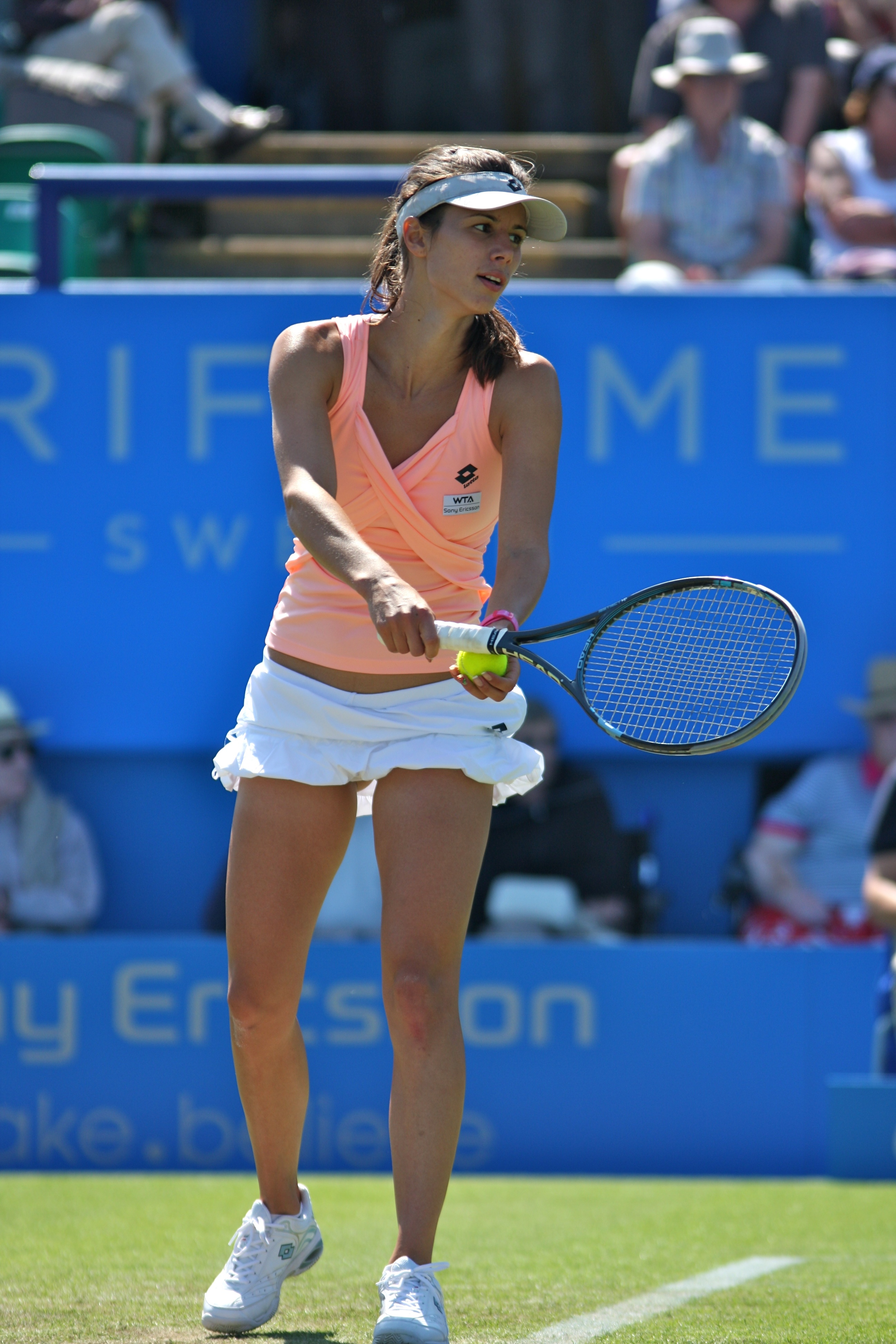
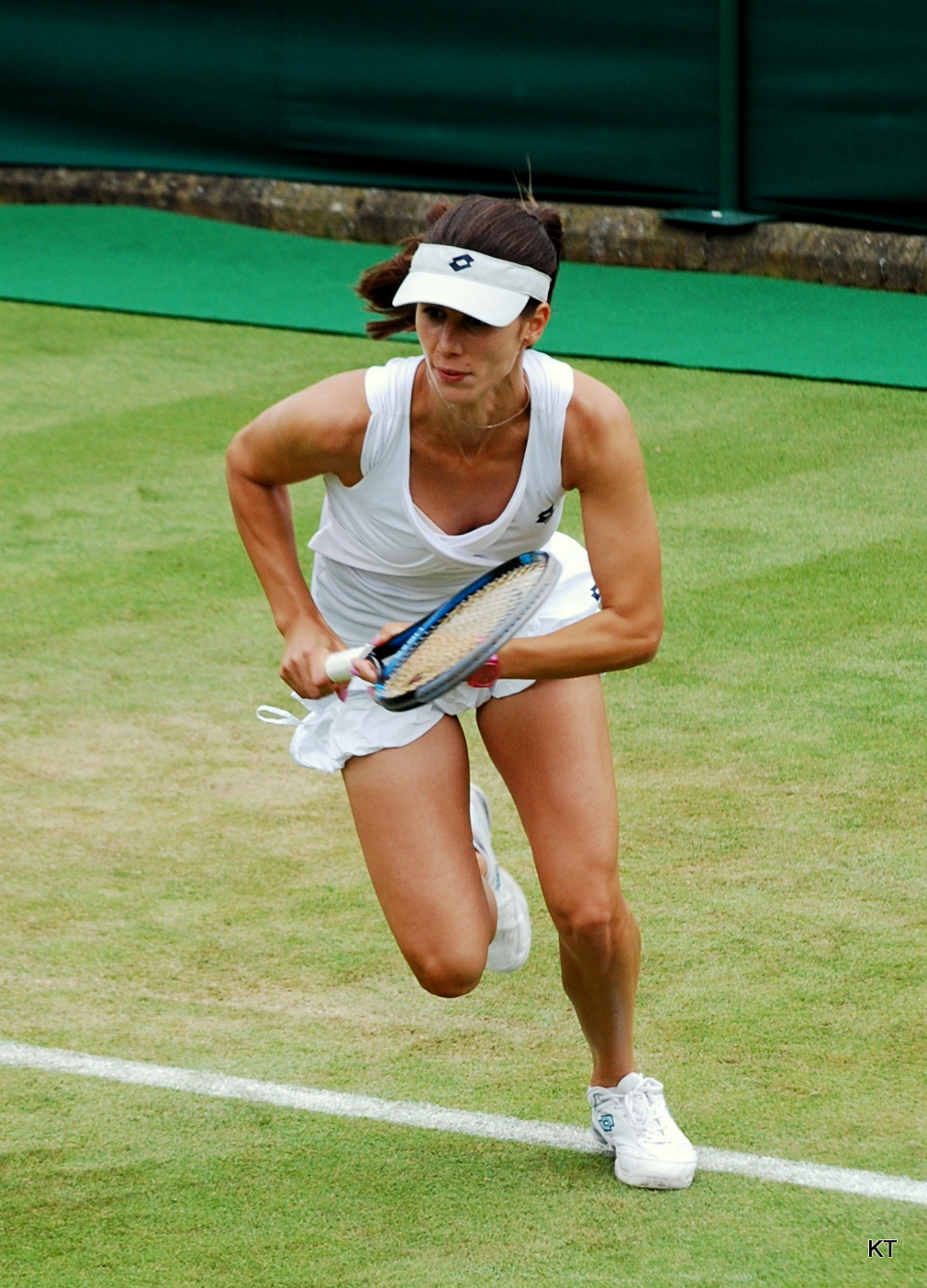
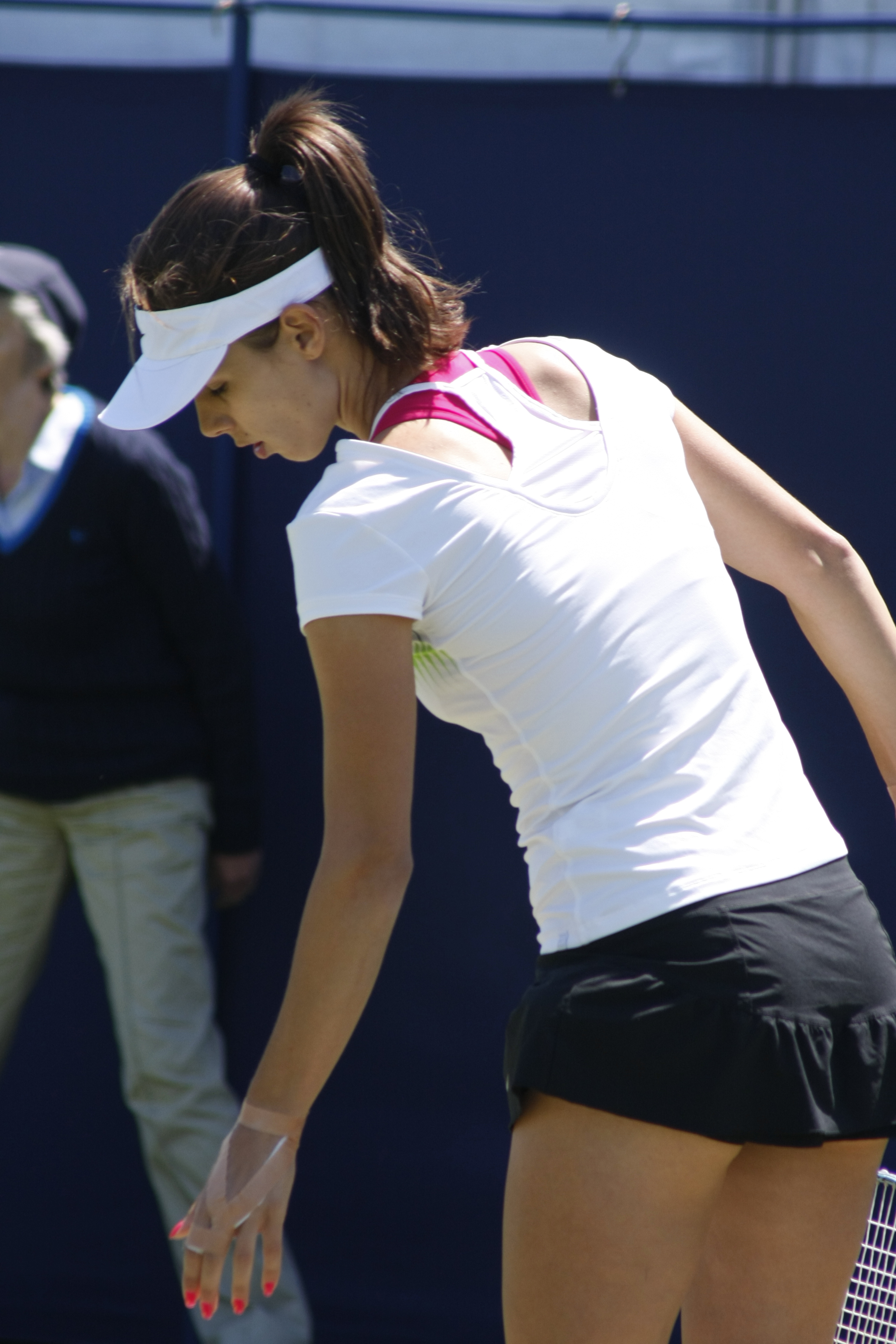

## Posities op deWTA-ranglijst
Positie per einde seizoen:
| jaar | rang enkelspel | rang dubbelspel |
| ---- | -------------- | --------------- |
| 2002 | 553            | –               |
| 2003 | 344            | –               |
| 2004 | 295            | –               |
| 2005 | 88             | –               |
| 2006 | 62             | 304             |
| 2007 | 98             | –               |
| 2008 | 46             | 205             |
| 2009 | 99             | 190             |
| 2010 | 35             | –               |
| 2011 | 46             | 342             |
| 2012 | 42             | 1123            |
| 2013 | 108            | 344             |
| 2014 | 39             | 363             |
| 2015 | 59             | 902             |
| 2016 | 66             | –               |
| 2017 | 162            | –               |

## Palmares
| Legenda                 |
| ----------------------- |
| Grandslamtoernooi       |
| Olympische Spelen       |
| Year-End Championships  |
| Premier Mandatory       |
| Premier Five / WTA 1000 |
| Premier / WTA 500       |
| International / WTA 250 |
| Challenger / WTA 125    |

### WTA-finaleplaatsen enkelspel
| nr.              | finale     | toernooi   | ondergrond | tegenstandster   | score    |         |
| ---------------- | ---------- | ---------- | ---------- | ---------------- | -------- | ------- |
| gewonnen finales |            |            |            |                  |          |         |
| 1.               | 2014-01-10 | WTA Sydney | hardcourt  | Angelique Kerber | 6-4, 6-4 | details |

### Gewonnen ITF-toernooien enkelspel
| nr. | finale     | toernooi  | ondergrond | dotatie  | tegenstandster in finale | score    |
| --- | ---------- | --------- | ---------- | -------- | ------------------------ | -------- |
| 1.  | 2002-09-29 | Volos     | tapijt     | $10.000  | Tina Schmassmann         | 7-6, 7-5 |
| 2.  | 2003-06-29 | Orestiada | hardcourt  | $10.000  | Simona-Iulia Matei       | 6-1, 6-4 |
| 3.  | 2003-08-03 | Istanbul  | hardcourt  | $10.000  | İpek Şenoğlu             | 7-6, 6-0 |
| 4.  | 2003-11-02 | Istanbul  | hardcourt  | $10.000  | Shahar Peer              | 6-3, 6-2 |
| 5.  | 2005-04-10 | Rome      | gravel     | $25.000  | Magda Mihalache          | 7-5, 7-5 |
| 6.  | 2007-09-12 | Bordeaux  | gravel     | $100.000 | Alizé Cornet             | 6-2, 6-3 |

### Gewonnen juniorentoernooien enkelspel
| nr. | datum      | toernooi                            | ondergrond | tegenstandster in finale | score    | graad |
| --- | ---------- | ----------------------------------- | ---------- | ------------------------ | -------- | ----- |
| 1.  | 2001-09-15 | Atlantic Cup Int. Junior Tournament | gravel     | Dia Evtimova             | 6-3, 6-3 | 5     |

## Resultaten grandslamtoernooien
| Legenda | Legenda                          |
| ------- | -------------------------------- |
| g.t.    | geen toernooi gehouden           |
| l.c.    | lagere categorie                 |
| –       | niet deelgenomen                 |
| G       | uitgeschakeld in de groepsfase   |
| 1R      | uitgeschakeld in de eerste ronde |
| 2R      | uitgeschakeld in de tweede ronde |
| 3R      | uitgeschakeld in de derde ronde  |
| 4R      | uitgeschakeld in de vierde ronde |
| KF      | uitgeschakeld in de kwartfinale  |
| HF      | uitgeschakeld in de halve finale |
| F       | de finale verloren               |
| W       | het toernooi gewonnen            |
| w-v     | winst/verlies-balans             |

### Enkelspel
| toernooi        | 2006 | 2007 | 2008 | 2009 | 2010 | 2011 | 2012 | 2013 | 2014 | 2015 | 2016 | 2017 |      | 2020 |
| --------------- | ---- | ---- | ---- | ---- | ---- | ---- | ---- | ---- | ---- | ---- | ---- | ---- | ---- | ---- |
| Australian Open | 2R   | 1R   | 2R   | 2R   | 2R   | 2R   | 2R   | 1R   | 2R   | 2R   | 1R   | 1R   | –    |      |
| Roland Garros   | 2R   | 1R   | 2R   | 1R   | 1R   | 2R   | 2R   | 1R   | 2R   | 3R   | KF   | 2R   |      |      |
| Wimbledon       | 2R   | 1R   | 1R   | 1R   | HF   | KF   | 2R   | 4R   | 1R   | 1R   | 1R   | 2R   | g.t. |      |
| US Open         | 1R   | 2R   | 1R   | 1R   | 2R   | 2R   | 4R   | 1R   | 2R   | 1R   | 2R   | –    | KF   |      |

### Vrouwendubbelspel
| Toernooi        | 2006 | 2007 | 2008 | 2009 | 2010 | 2011 | 2012 | 2013 | 2014 | 2015 |
| --------------- | ---- | ---- | ---- | ---- | ---- | ---- | ---- | ---- | ---- | ---- |
| Australian Open | –    | 2R   | –    | 2R   | –    | 1R   | –    | –    | –    | –    |
| Roland Garros   | 2R   | –    | 2R   | 1R   | –    | 1R   | 1R   | –    | –    | 1R   |
| Wimbledon       | –    | –    | 1R   | –    | –    | 2R   | –    | 2R   | 2R   | 1R   |
| US Open         | 1R   | –    | 2R   | –    | 1R   | 1R   | 1R   | –    | –    | –    |